# Ann Jillian
Ann Jillian, nata Ann Jura Nauseda (Cambridge, 29 gennaio 1950), è un'attrice statunitense.

## Biografia
Di origini lituane, nel 1960 ha partecipato al film Disney Babes in Toyland, mentre due anni dopo ha interpretato La donna che inventò lo strip-tease basato sul musical teatrale Gypsy: A Musical Fable. Negli anni '60 e '70 ha preso parte a diverse serie e film per la televisione, in particolare ha avuto un ruolo regolare in Hazel nella stagione 1965-1966. Negli anni '70, dopo un periodo in cui ha lavorato come doppiatrice di cartoni animati, ha interpretato alcuni musical come Word and Music e I Love My Wife. Nel 1978 ha sposato il sergente Andy Murcia.
Nel periodo 1980-1986 interpreta il ruolo di Cassie Cranston in Nancy, Sonny & Co.; nello stesso periodo partecipa al film TV Mae West, che le vale una candidatura al Golden Globe per la miglior attrice in una mini-serie o film per la televisione e una ai Premi Emmy, mentre nel 1983 recita nel film Mister mamma. Nel 1984 è nel cast di Ellis Island. Nella stagione 1983-1984 è protagonista della serie Jennifer. Nel 1989 vince il Golden Globe per la miglior attrice in una mini-serie o film per la televisione per La vera storia di Ann Jillian. Inoltre, per tre volte, ha ricevuto la nomination ai Premi Emmy. Negli anni '90 prende parte a molti special televisivi di Bob Hope e sporadicamente a diversi film per la televisione.

## Filmografia parziale

### Cinema
- La donna che inventò lo strip-tease (Gypsy), regia di Mervyn LeRoy (1962)
- Mister mamma (Mr. Mom), regia di Stan Dragoti (1983)

### Televisione
- Vacation Playhouse – serie TV, episodi 3x02-4x08 (1965-1966)
- Nancy, Sonny & Co. (It's a Living) - serie TV, 49 episodi (1980-1986)
- Perry Mason: La signora di mezzanotte (Perry Mason: The Case of the Murdered Madam), regia di Ron Satlof - film TV (1987)

## Riconoscimenti
- Young Artist Award, Former Child Star Lifetime Achievement Award (1983)